# (144897) 2004 UX10
(144897) 2004 UX10 est un objet transneptunien faisant partie des plutinos.

## Caractéristiques
(144897) 2004 UX10 mesure environ 400 km de diamètre.

## Orbite
L'orbite de 2004 UX10 possède un demi-grand axe de 39,244 ua et une période orbitale d'environ 246 ans. Son périhélie l'amène à 37,588 ua du Soleil et son aphélie l'en éloigne de 40,899 ua.

## Découverte
2004 UX10 a été découvert le 20 octobre 2004.